# Grote Kerk (Emmen)
De Grote of Sint-Pancratiuskerk aan de Schoolstraat 5 in de Drentse plaats Emmen is een in 1856 gebouwde kruiskerk.

## Beschrijving
Al op het einde van de 8e eeuw stond er een kerk in Emmen. In 1228 werd heel Emmen -waaronder waarschijnlijk de kerk- verwoest als een vergeldingsmaatregel tegen de Drenten wegens de slag bij Ane. Waarschijnlijk werd de kerk daarna vervangen. In 1456 werd tegen de bestaande toren een nieuwe kerk gebouwd. De huidige kerk dateert uit het midden van de 19e eeuw. Alleen de romaanse toren is nog een overblijfsel uit de 12e of de 13e eeuw. De kerk was volgens de Rijksdienst voor het Cultureel Erfgoed gewijd aan Maria. Volgens stukken afkomstig uit de archieven van het Klooster Ter Apel zou de kerk oorspronkelijk echter gewijd zijn geweest aan Sint-Pancratius.

## Kerktoren
De kerktoren is erkend als rijksmonument. Bij de nieuwbouw van de kerk in 1856 werd de oude torenspits vervangen door een achtkantig wit torentje. Deze spits werd in de zeventiger jaren van de 20e eeuw vernieuwd. De onderkant van de toren bestaat uit wat de Rijksdienst granietblokken noemt en wat door de kerk omschreven wordt als hunebedbrokken. De noordzijde van de kerktoren is opgemetseld met kloostermoppen.

## Galerij

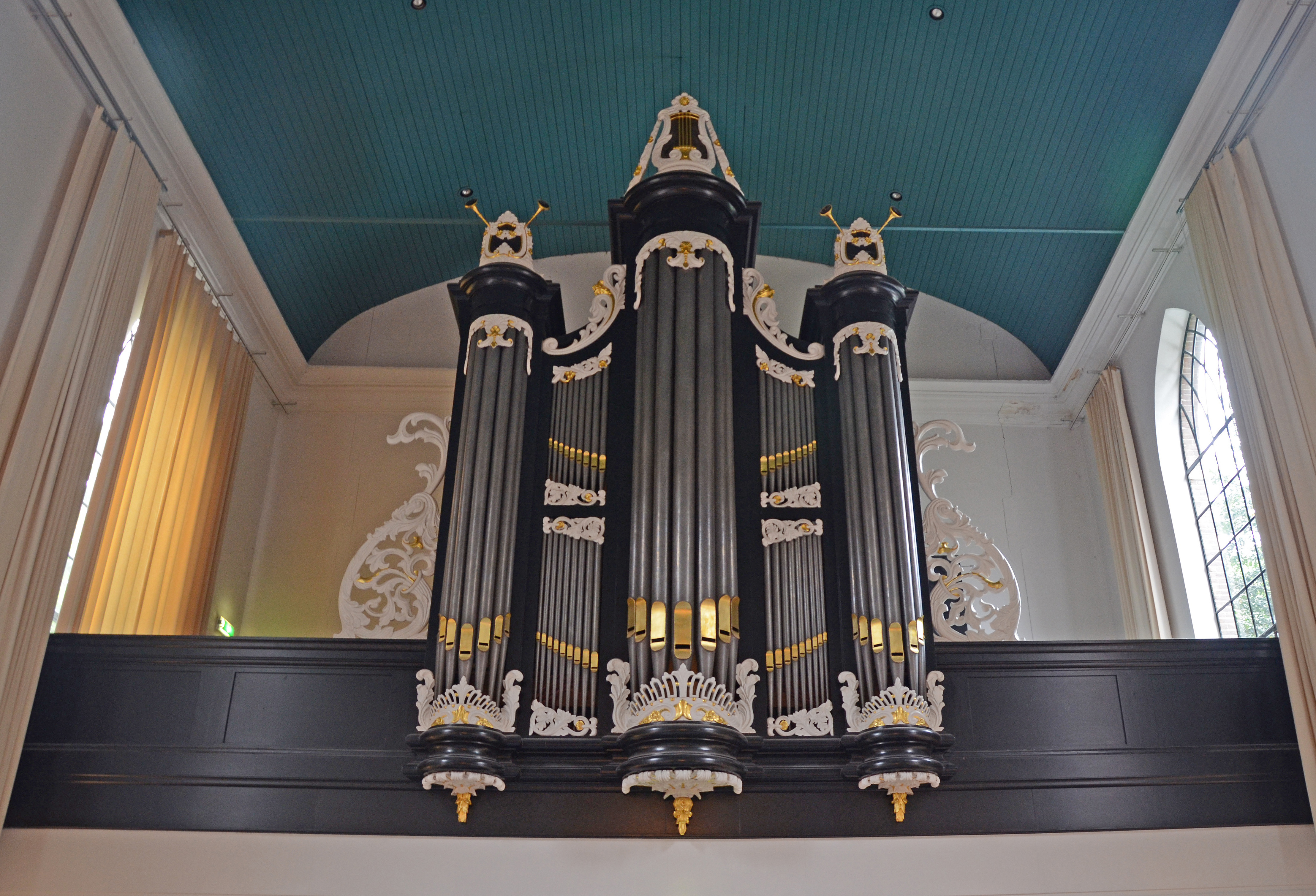
Orgel uit 1872 van orgelbouwer Roelf Meijer
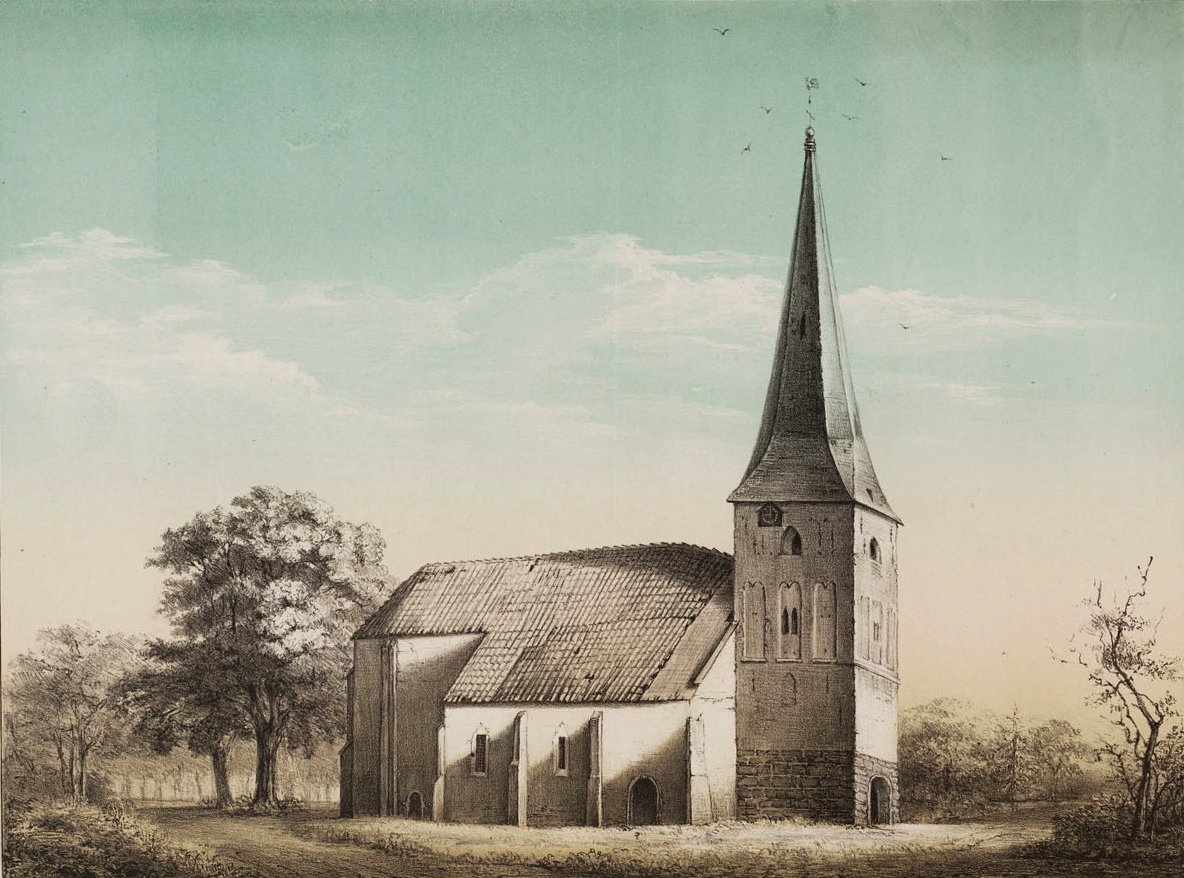
De kerk in 1855 voor de nieuwbouw
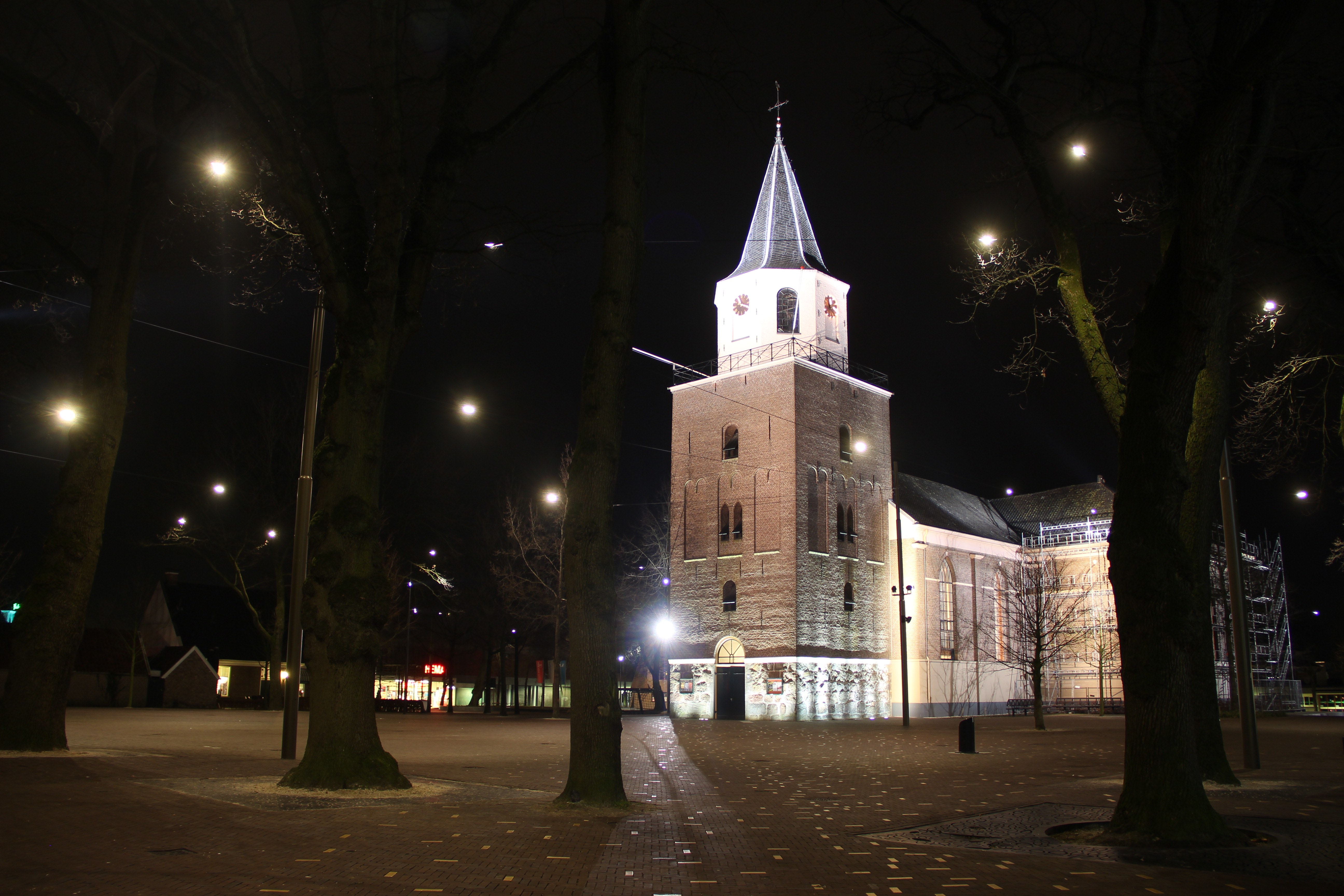
De Grote Kerk na zonsondergang
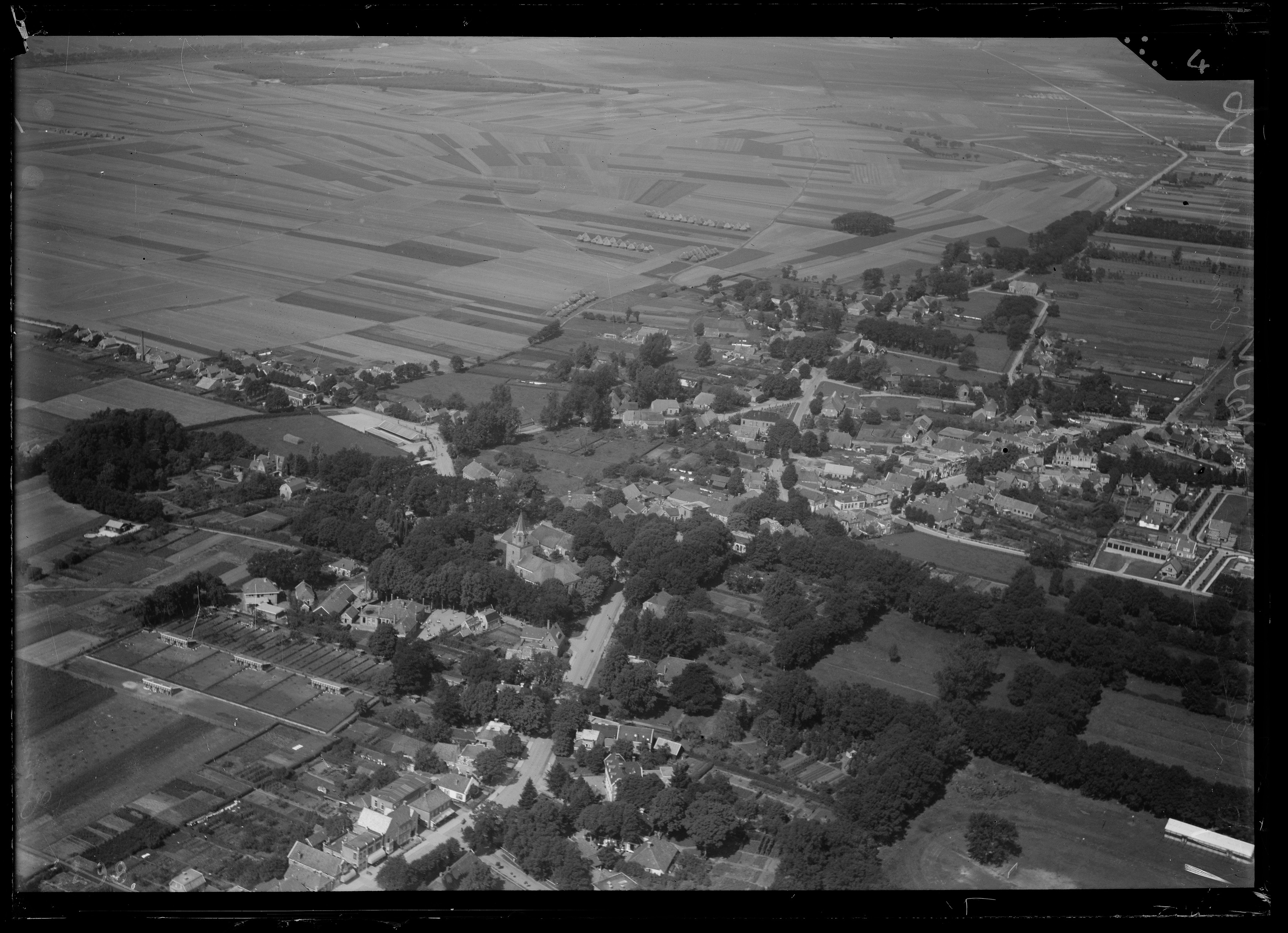
Luchtfoto van de Grote Kerk en omgeving (1920-1940), Nederlands Instituut voor Militaire Historie.